# Kisoji

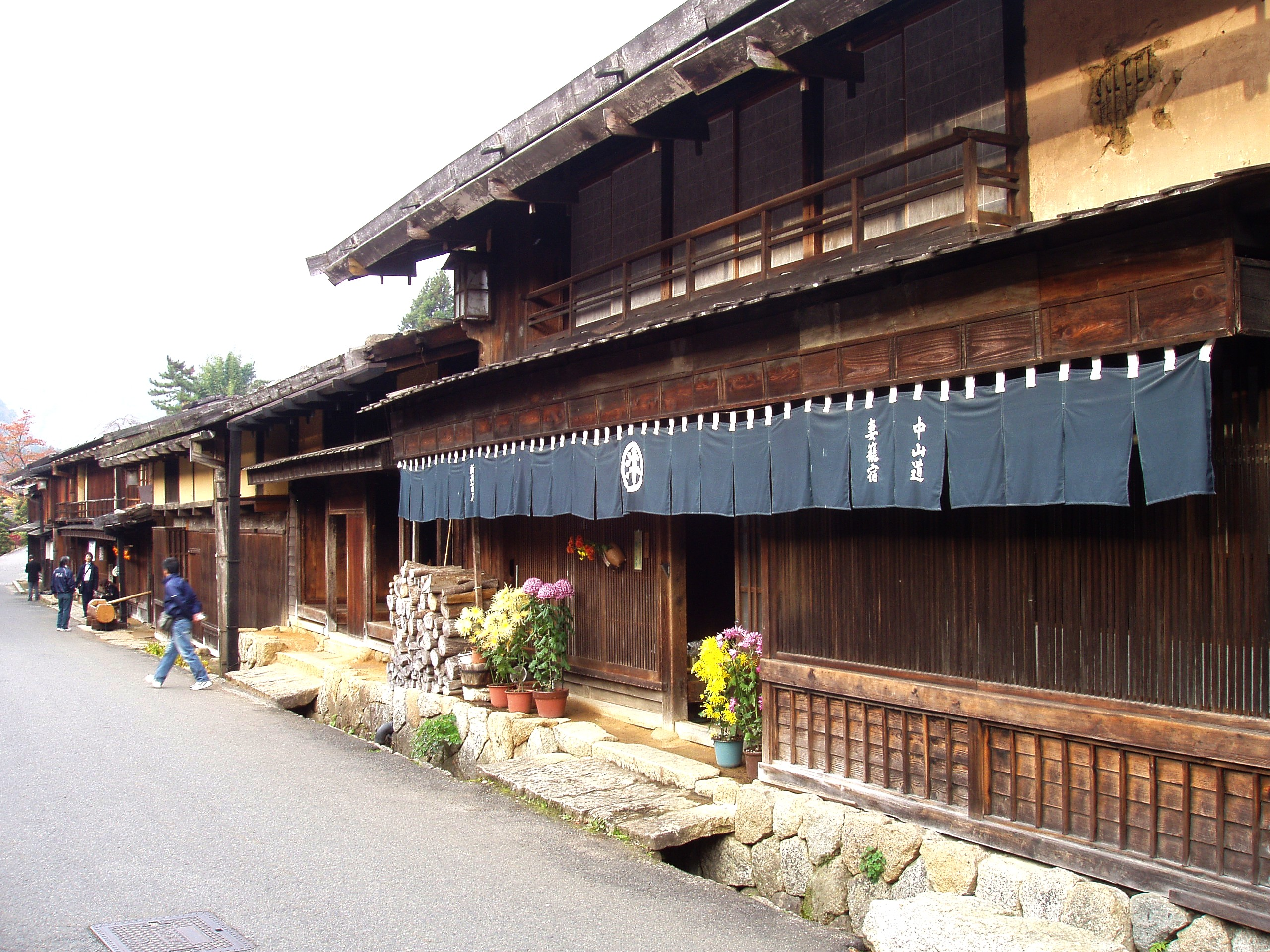
Fachadas típicas de los edificios en Tsumago-juku.

El Kisoji  (木曽路 Kisoji) fue una antigua ruta comercial que pasaba por el valle del Kiso desde Niekawa-juku en la prefectura de Nagano a Magome-juku en la prefectura de Gifu. Constaba de once estaciones de descanso, las cuales pasaron a ser parte del Nakasendō una vez que fue establecido. Se tiene constancia de la ruta gracias al Shoku Nihongi del 713.
Hay dos marcadores de piedra que indican los puntos finales del Kisoji. Uno se encuentra situado entre Motoyama-Juku y Niekawa-Juku y dice, "De aquí al sur: Kisoji" (是より南木曽路 Kore yori Minami, Kisoji ). El otro marcador se encuentra entre Magome-juku y Ochiai-Juku y dice, "De aquí al norte: Kisoji" (是より北木曽路 Kore Yori Kita, Kisoji ). 
Después de la era Meiji , la línea principal Chūō (para trenes) y la ruta 19 (para coches) se establecieron siguiendo en muchas partes el camino del Kisoji.
- Datos: Q3197475
- Multimedia: Kisoji / Q3197475